# New England 200 1992
New England 200 1992 var ett race som var den åttonde deltävlingen i PPG IndyCar World Series 1992. Racet kördes den 5 juli på New Hampshire International Speedway. Bobby Rahal fortsatte sin marsch mot titeln, genom att ta ytterligare en seger. Michael Andrettis formkurva pekade dock fortsatt uppåt, och med en andraplats hade 1991 års mästare varit på pallen i tre tävlingar i rad.

## Slutresultat
| Plats | Förare             | Team                     | Grid |
| ----- | ------------------ | ------------------------ | ---- |
| 1     | Bobby Rahal        | Rahal-Hogan Racing       | 1    |
| 2     | Michael Andretti   | Newman/Haas Racing       | 2    |
| 3     | Scott Goodyear     | Walker Racing            | 5    |
| 4     | Rick Mears         | Marlboro Team Penske     | 10   |
| 5     | John Andretti      | Hall/VDS Racing          | 9    |
| 6     | Scott Pruett       | Truesports Co.           | 15   |
| 7     | Mario Andretti     | Newman/Haas Racing       | 8    |
| 8     | Al Unser Jr.       | Galles-Kraco Racing      | 6    |
| 9     | Danny Sullivan     | Galles-Kraco Racing      | 18   |
| 10    | Stefan Johansson   | Bettenhausen Motorsports | 12   |
| 11    | Pancho Carter      | A.J. Foyt Enterprises    | 14   |
| 12    | Brian Till         | Robco Racing             | 16   |
| 13    | Mike Groff         | Euromotorsport           | 13   |
| 14    | Dennis Vitolo      | Dale Coyne Racing        | 20   |
| 15    | Jeff Wood          | Arciero Racing           | 19   |
| 16    | Eddie Cheever      | Chip Ganassi Racing      | 3    |
| 17    | Scott Brayton      | Walker Racing            | 4    |
| 18    | Raul Boesel        | Dick Simon Racing        | 11   |
| 19    | Steve Chassey      | Euromotorsport           | 21   |
| 20    | Ted Prappas        | P.I.G. Racing            | 17   |
| 21    | Emerson Fittipaldi | Marlboro Team Penske     | 7    |